# Paweł Grzybek
Grzybek Paweł (ur. 15 stycznia 1924 w Brzezie, zm. 14 marca 2007 w Gliwicach) – pułkownik ludowego Wojska Polskiego.

## Życiorys
W okresie 14 października 1942–11 sierpnia 1943 służył w Wehrmachcie, następnie 11 sierpnia 1943–1 września 1943 Armii Czerwonej. W okresie 1 września 1943–8 stycznia 1944 przebywał w obozie pracy NKWD w mieście Gorki (ZSRR), a w okresie 8 stycznia 1944–17 marca 1944 w przejściowym obozie pracy NKWD w Stalinogorsku /obecnie Krasnogorsk/ (ZSRR).
Jako ochotnik 17 marca 1944 został wcielony do Armii Berlinga, 7 pułku piechoty i przydzielony do kompanii rusznic przeciwpancernych. Po przeszkoleniu i złożeniu przysięgi wziął udział w walkach na froncie. W październiku 1944 został skierowany do Szkoły Oficerskiej w Mińsku Mazowieckim, którą ukończył w lutym 1945. Został przydzielony do 9 pułku piechoty i wyznaczony na stanowisko dowódcy plutonu. Wziął udział w walkach o przełamanie Wału Pomorskiego. 17 marca 1945 został ciężko ranny i przebywał na 5-miesięcznym leczeniu w szpitalu w Bydgoszczy.
12 lutego 1946 został skierowany do dalszej służby w Wojskach Ochrony Pogranicza. Otrzymał przydział do 10 Oddziału Ochrony Pogranicza w Rybniku. Objął obowiązki kontrolera na przejściu granicznym w Pliszczu a następnie w latach 1947–1950 jako kontroler GPK w: Głuchołazach, Zebrzydowicach (od 9.01.1949) i Cieszynie (od 10.09.1949). 1 stycznia 1951 został dowódcą 205 strażnicy WOP w Cieszynie, a 15 lutego 1952 202 strażnicy WOP w Wiśle. W okresie 15 marca 1953–14 grudnia 1954 kpt. Paweł Grzybek wykonywał obowiązki na stanowisku pomocnika szefa sztabu ds. operacyjnych batalionu WOP w Ustroniu. W grudniu 1954 został skierowany na roczny kurs do Rembertowa, a po jego ukończeniu objął obowiązki komendanta Szkoły Podoficerskiej w przy sztabie 4 Brygady WOP w Gliwicach. Po rozformowaniu szkoły w 1967, objął obowiązki kierownika sekcji szkolenia, później zastępcy szefa wydziału operacyjno–szkoleniowego i ponownie, po reorganizacji, kierownika sekcji szkolenia, które wykonywał do czasu zwolnienia ze służby wojskowej 14 sierpnia 1986. W międzyczasie ukończył Wojskowy Kurs Doskonalenia Oficerów w Rembertowie. Ppłk Paweł Grzybek w latach 1983–1984 wpisany został do „Honorowej Księgi Zasłużonych dla WOP”.
11 lipca 1970 został zarejestrowany przez Wydział WSW Jednostek Wojskowych MSW Gliwice, jako dysponent tajny współpracownik o pseudonimie „Janek” pod numerem rejestracyjnym 34. Wyeliminowany 29 grudnia 1977, z powodu przyjęcia do PZPR.
Zmarł 14 marca 2007 w Gliwicach i został pochowany na Cmentarzu Lipowym w Gliwicach.

## Odznaczenia
- Krzyż Oficerski[potrzebny przypis]
- Krzyż Kawalerski[7]
- Złoty „Siły Zbrojne w Służbie Ojczyzny”
- Srebrny „Siły Zbrojne w Służbie Ojczyzny”
- Brązowy „Siły Zbrojne w Służbie Ojczyzny”

i wiele innych.